# Roger Normand
Roger Normand   (4t districte de París, 9 de febrer de 1912 - 14è districte de París, 26 de desembre de 1983) fou un atleta francès, especialista en curses de mig fons, que va competir durant la dècada de 1930.
En el seu palmarès destaca una medalla de bronze en els 1.500 metres al Campionat d'Europa d'atletisme de 1934, on quedà rere Luigi Beccali i Miklós Szabó. A nivell nacional aconseguí quatre campionats nacionals de l'especialitat, el 1933, 1935, 1937 i 1939.

## Millors marques
- 1.500 metres. 3' 53.6" (1935)[3]